# Pałac w Stroniu
Pałac w Stroniu – zabytkowy pałac w Stroniu – wsi w Polsce, w województwie dolnośląskim, w powiecie oleśnickim, w gminie Bierutów.

## Historia
Obiekt wybudowany w 1840 jest częścią zespołu pałacowego, w skład którego wchodzą jeszcze: park z połowy XIX w., spichrz, z 1847 r., przebudowany w 1935 r.